# Paul Woitschach
Paul Woitschach (Berlijn, 6 februari 1908 – aldaar, 25 februari 1981) was een Duits componist, dirigent en muziekuitgever.

## Levensloop
Woitschach deed zijn studies aan het Stern'sche Konservatorium in Berlijn. Na zijn studies richtte hij een dansorkest op. Van 1925 tot 1928 werkte hij als theaterkapelmeester in Berlijn. In 1939, na het overleden van zijn vader muziekdirecteur Carl Woitschach (1864 - 1939) heeft hij het grote en populaire harmonieorkest overgenomen. Hij stichtte in 1955 in Berlijn een eigen muziekuitgeverij, in die hij vooral werken voor harmonieorkest uitgegeven heeft. 
Als componist schreef hij amusementsmuziek en andere lichte muziek. 

## Composities

### Werken voor harmonieorkest
- 1956 Auf Wunsch: Jean Gilbert
- 1956 Walzer auf Walzer
- 1957 Viel Vergnügen
- 1958 Gute Unterhaltung (Potpourri im Polkaschritt)
- 1961 Prima, prima! & Na denn Prost!
- 1963 Wir Spielen ... & Sie tanzen ...
- 1968 Das zischt und Das Schmeckt
- 1977 Hallo, Berlin! & Hallo, Hambürg!
- 1979 Hallo, Tirol! & Einfach Spitze!
- Bitte woiter! (Rheinländer-Potpourri)
- Der Berliner liebt Musike - tekst: Gerd Ahé
- Es war alles schon mal da
- Frisch drauf los
- Fröhliche Trompeten
- Hands aufs Herz
- Ich bin ein kleiner Esel
- Ich bin Hochtourist
- In deiner Augen
- Jubel, Trubel, Heiterkeit, walspotpourri
- Kleine Ninette
- Lausbub
- Magyarentanz
- Meine Frau hat gar nichts anzuzieh'n
- Stimmung mit Paul Woitschach, potpourri
- Struwwelpeter
- Verliebter Postillon
- Weit ist das Meer